# Jūrmala
Jūrmala er en by i den centrale del af Letland. Byen ligger ud til Rigabugten nær ved hovedstaden Riga og har 52.154(2024) indbyggere.
Byen strækker sig langs kysten og består for en stor dels vedkommende af huse i art nouveau-stilen. På grund af sin lange, lavvandede sandstrand har Jūrmala siden slutningen af 1800-tallet været et populært turistmål i Letland.

## Kendte bysbørn
- Andris Kolbergs - forfatter